# Brachystegia angustistipulata
Brachystegia angustistipulata  es una especie de árbol perteneciente a la familia de las fabáceas. Es originario de África. Forma una parte importante de los bosques de miombo. Esta particular especie de Brachystegia se encuentra en África tropical distribuida por la  República Democrática del Congo y Tanzania.

## Descripción
Es un árbol que alcanza un tamaño de 2,5-6 m de altura, con hábito nudoso y una corona poco ramificada, coronado de forma plana; el follaje es pendular en racimos sueltos.

## Ecología
Se encuentra en los bosques de hoja caduca; suelos arenosos; le parece favorecer los suelos mal drenados debajo de colinas o en los sitios húmedos cerca de las líneas de drenaje con Acacia, Combretum o Terminalia e Isoberlinia angolensis, o en parches en bosques de Julbernardia-Brachystegia, etc.

## Taxonomía
Brachystegia angustistipulata fue descrita por Émile Auguste Joseph De Wildeman y publicado en Repertorium Specierum Novarum Regni Vegetabilis 11: 511. 1913.